# Ṙomik Xačatryan
Ṙomik Xačatryan (in armeno Ռոմիկ Խաչատրյան?; traslitterazione anglosassone: Romik Khachatryan; Erevan, 23 agosto 1978) è un ex calciatore armeno, di ruolo centrocampista.

## Caratteristiche tecniche
È un destro naturale, ha giocato a centrocampo prevalentemente nel ruolo di mediano.

## Carriera

### Club
La sua lunga carriera si svolge prevalentemente nel suo paese natale, l'Armenia, e a Cipro. Gioca alcuni match europei (sia preliminari di Coppa UEFA che di Champions), prima di concludere la carriera nella squadra uzbeka del Lokomotiv Toshkent.

### Nazionale
Veste la maglia della nazionale armena per 54 volte, segnando anche un gol. Ha esordito il 30 marzo 1997 in una sconfitta subita in amichevole dalla Georgia, mentre la prima e anche unica marcatura ha permesso alla squadra del suo Paese di battere 2–1 Andorra nelle qualificazioni ai Mondiali.

## Palmarès

### Club

#### Competizioni nazionali
- Campionato armeno: 2

P'yownik: 1995-1996, 1996-1997
- Coppa d'Armenia: 2

P'yownik: 1995-1996
Tsement Ararat: 1999
- Supercoppa d'Armenia: 1

P'yownik: 1997
- Supercoppa di Cipro: 1

APOEL: 2002
- Coppa di Cipro: 1

Anorthōsis: 2006-2007